# Каменецькі

Герб Пилява.

Камене́цькі (Кам'яне́цькі[джерело?]) гербу Пилява (пол. Kamienieccy, Kamieniecki) — шляхетський рід Польського королівства та Речі Посполитої. Походив від Клеменса Москожевського, коронного підканцлера (1408 р.). Родова садиба — Кам'янецький замок в Оджиконі, у Кросненському повіті. Згас 1560 року.

## Представники

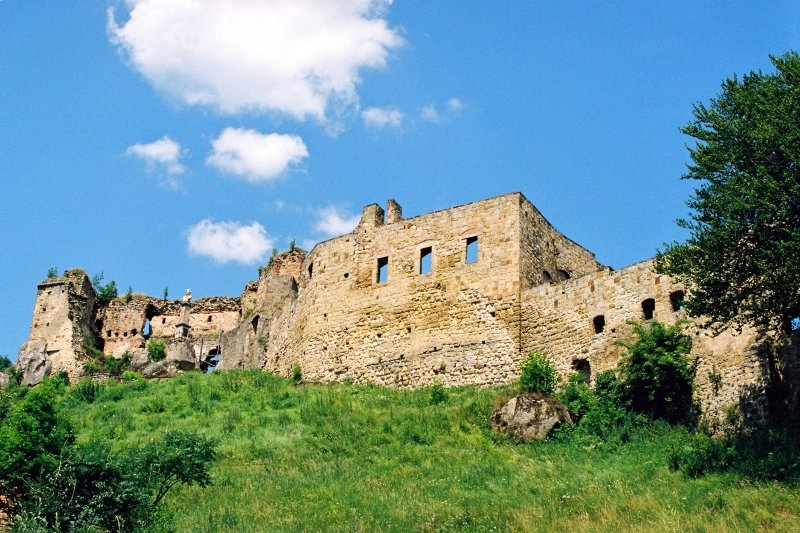
Замок Оджиконь

- Александер — сандомирський воєвода
- Генрик Андреас — сяніцький каштелян, брат гетьмана Миколая, разом з братами позичав кошти королю Янові І
- Генрик — син Генрика, белзький староста, загинув 23 серпня 1494 в битві з татарами під Вишнівцем[1]
- Миколай (1460–1515) — великий гетьман коронний, краківський воєвода
- Марцін — подільський воєвода
- Ян — львівський каштелян, буський староста, брат попередніх 3-х,[2] зять Пйотра з Чешибісів Бучацького[3]
- Ян (1524—1560) — ротмістр, син Марціна Каменецького
- Валентій — брав участь у битві під Ґузовом 5 липня  1607 р. (командувач приватних військ — Ян Потоцький), керував приватною корогвою, прихильник короля
- Ян — городоцький, любачівський, дрогобицький староста у 1536 р.[4][a]
- Войцех — чоловік Сєніцкої, вдови ?. Ходоровського
- Станіслав — дідич Залізців, дружина — Богдана Василівна Семашко, перер цим дружина князя Януша Четвертинського, Захарія Ванька Лагодовського[5]
- Барбара Мнішек з Каменецьких — сокальська і луківська старостина

## Зауваги
1. ↑  B. R. у статті про Дрогобич у виданні Słownik geograficzny Królestwa Polskiego i innych krajów słowiańskich також називає його дрогобицьким старостою → Див. Drohobycz // Słownik geograficzny Królestwa Polskiego. — Warszawa : Druk «Wieku», 1881. — Т. II. — S. 152. (пол.) — S. 152. (пол.); однак ці твердження спростовує Казімеж Пшибось, який називає тодішнім дрогобицьким старостою Яна Камйонацького гербу Копач, також стверджує, що він був городоцьким і любачівським старостою → Див. : Prszyboś K. (opracował). Urzędnicy województwa ruskiego XIV—XVIII ww. — Wrocław — Warszawa — Kraków — Gdańsk — Łódź : Zakład Narodowy Imienia Ossolińskich, Wydawnictwo Polskiej Akademii Nauk, 1987. — S. 346. (пол.); це підтверджує також Адам Бонецький → Boniecki A. Herbarz polski… — Cz. 1. — T. 9. — S. 212.